# Tommi Pulli
Tommi Pulli (18 juli 1992, Seinäjoki) is een voormalig Finse langebaanschaatser. In februari 2014 maakte Pulli deel uit van het Finse Olympische team. Hij schaatste de 1000 meter in Sotsji, daar eindigde hij als 37ste.
Eerder deed hij al mee aan het EK allround 2012, de 1000 meter van de WK afstanden 2013 en de WK sprint 2014 waar hij telkens in de achterhoede eindigde.

## Persoonlijke records
| Afstand      | Tijd     | Datum            | Baan     |
| ------------ | -------- | ---------------- | -------- |
| 500 meter    | 35,70    | 19 maart 2011    | Calgary  |
| 1000 meter   | 1.08,92  | 20 januari 2013  | Calgary  |
| 1500 meter   | 1.45,82  | 20 maart 2011    | Calgary  |
| 3000 meter   | 3.47,36  | 15 maart 2011    | Calgary  |
| 5000 meter   | 6.46,61  | 16 maart 2011    | Calgary  |
| 10.000 meter | 16.05,15 | 11 december 2011 | Helsinki |

## Resultaten
| Jaar | EK Allround          | WK Sprint                | WK Afstanden | Olympische Spelen | WK Junioren                                                  |
| ---- | -------------------- | ------------------------ | ------------ | ----------------- | ------------------------------------------------------------ |
| 2009 |                      |                          |              |                   | 24e 500m 30e 1000m 45e 1500m NC33 allround 13e achtervolging |
| 2010 |                      |                          |              |                   | 10e 500m 9e 1000m 6e 1500m 17e 5000m 14e allround            |
| 2011 |                      |                          |              |                   | 12e 500m · 1000m · 9e 1500m · 22e 5000m · 13e allround       |
| 2012 | NC26 (4e, 29e, -, -) |                          |              |                   | 4e 500m · 1000m · 1500m · NC26 allround · 9e achtervolging   |
| 2013 |                      |                          | 23e 1000m    |                   |                                                              |
| 2014 |                      | 24e (23e, 24e, 26e, 24e) |              | 37e 1000m         |                                                              |